# Amasis (Töpfer)

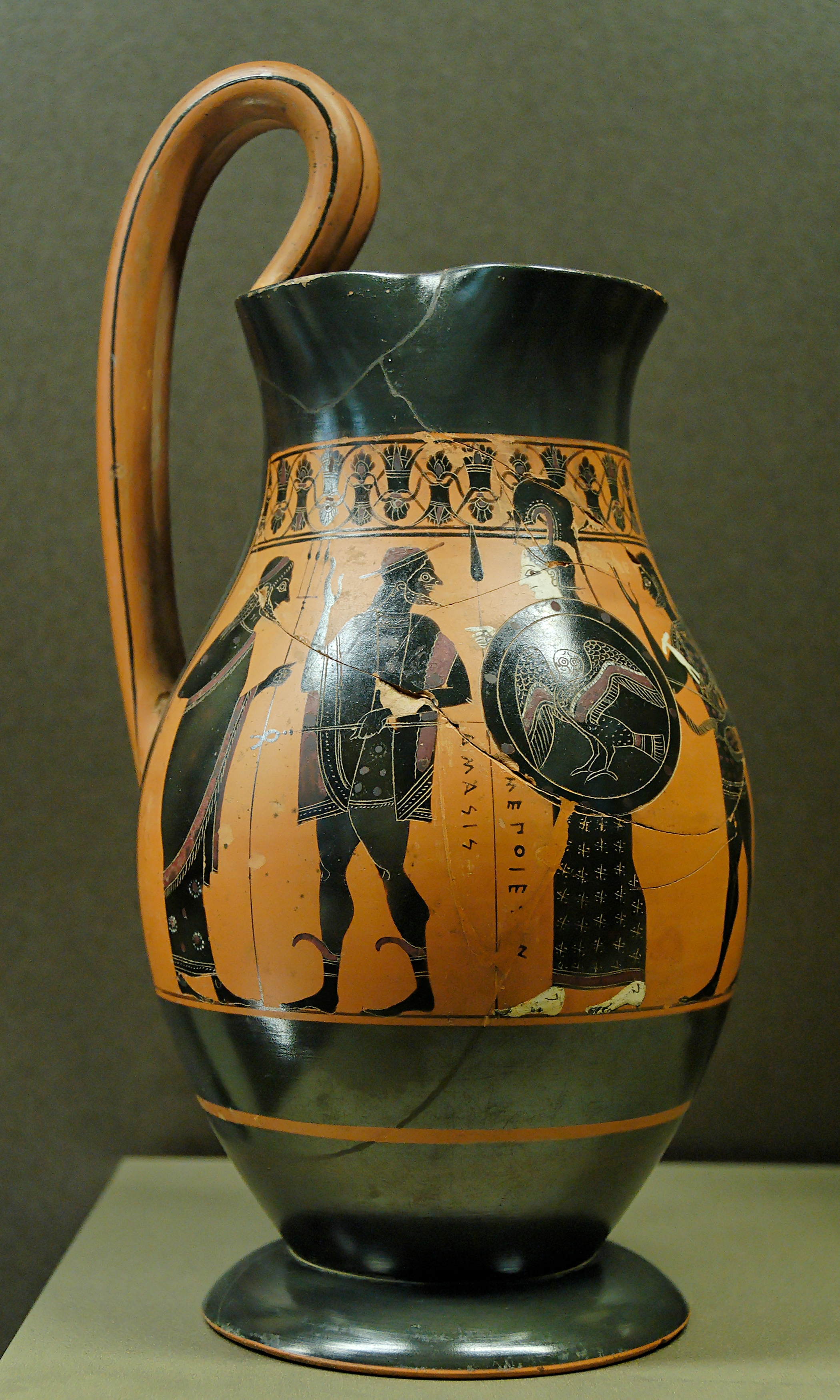
Olpe des Amasis, Paris, Louvre F 30

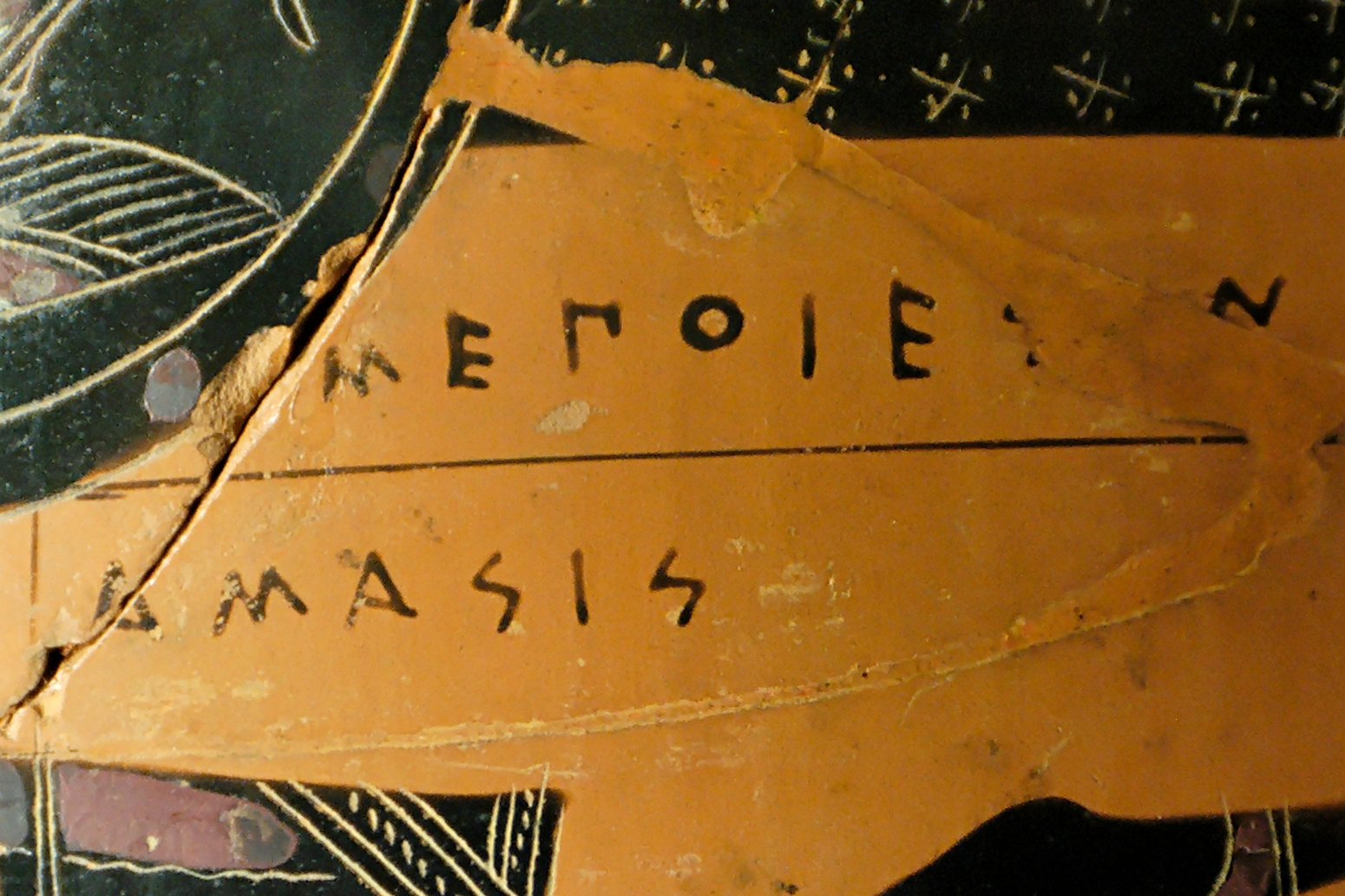
Signatur des Amasis auf einer Olpe, 550–530 v. Chr., Paris, Louvre F 30

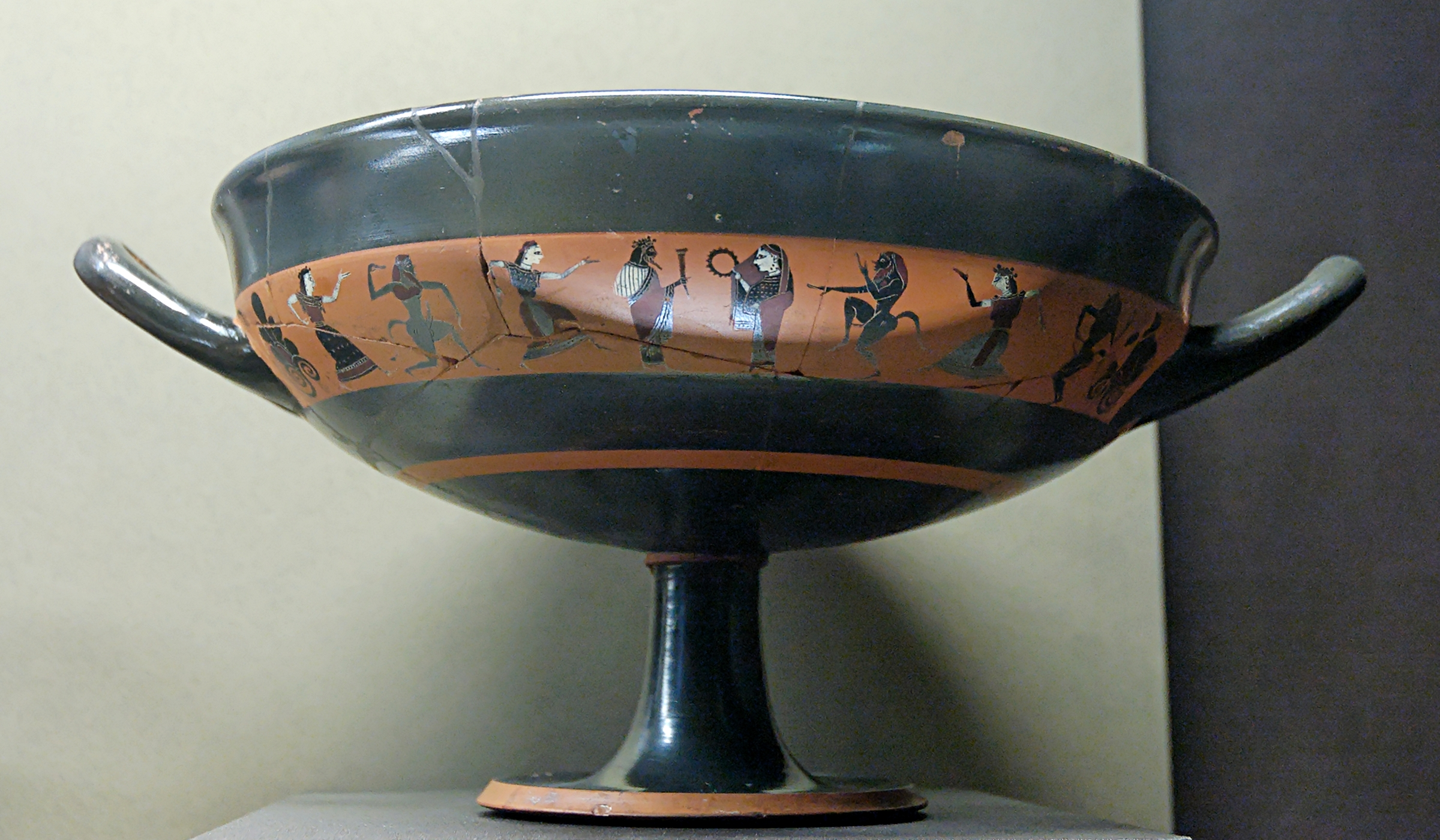
Vom Amasis-Maler bemalte und von Amasis getöpferte Schale, 550–540 v. Chr., Paris, Louvre F 75

Amasis (Ἄμασις) war ein Töpfer, der zwischen 560/50 und 530/20 v. Chr. in Athen tätig war.
In der Töpferwerkstatt des Amasis arbeitete auch ein bekannter Maler, der nach dem Töpfer als Amasis-Maler bezeichnet wird und als einer der besten archaischen Vasenmaler bekannt ist. Seine Werke sind meist schwarzfigurig, später auch rotfigurig. Er und Exekias erstellten auch die ersten bedeutenden Bildfeldamphoren, bei denen beidseitig jeweils ein erzählendes Bild vorhanden ist.
Bekannte Werke:
- Bildfeldamphora: Satyrn bei der Weinernte (Würzburg, Antikensammlung des Martin von Wagner Museums)
- Bildfeldamphora: Dionysos mit Kantharos und Jünglinge mit erlegten Hasen und Füchsen (München, Staatl. Antikensammlungen)